# 고후지촌 (오이타현)
고후지촌(小富士村)은 오이타현 오노군에 있던 촌이다. 현재의 분고오노시의 일부에 해당한다.